# NGC 5477
NGC 5477 ist eine irregulären Zwerggalaxie im Sternbild Großer Bär am Nordsternhimmel. Sie ist schätzungsweise 19 Millionen Lichtjahre vom Milchstraße entfernt und gehört zu einer Gruppe von Galaxien rund um Messier 101.
Das Objekt wurde am 14. April 1789 von dem deutsch-britischen Astronomen Wilhelm Herschel entdeckt.